# Fußball-Weltmeisterschaft 1962/Gruppe A
Spiele der Gruppe A der Fußball-Weltmeisterschaft 1962.
| Pl. | Land        | Sp. | S | U | N | Tore    | Diff. | Punkte |
| --- | ----------- | --- | - | - | - | ------- | ----- | ------ |
| 1.  | Sowjetunion | 3   | 2 | 1 | 0 | 008:500 | +3    | 05:10  |
| 2.  | Jugoslawien | 3   | 2 | 0 | 1 | 008:300 | +5    | 04:20  |
| 3.  | Uruguay     | 3   | 1 | 0 | 2 | 004:600 | −2    | 02:40  |
| 4.  | Kolumbien   | 3   | 0 | 1 | 2 | 005:110 | −6    | 01:50  |

## Uruguay – Kolumbien 2:1 (0:1)
| Uruguay                                                      | Uruguay | Kolumbien | Kolumbien |
| ------------------------------------------------------------ | --- | --- | --------- |
| Uruguay                                                      | \| 1. Spieltag \| \| 30. Mai 1962 um 15:00 Uhr in Arica (Estadio Carlos Dittborn) \| \| Zuschauer: 7.908 \| \| Schiedsrichter: Andor Dorogi ( Ungarn) \| \| Spielbericht \|                            | \| 1. Spieltag \| \| 30. Mai 1962 um 15:00 Uhr in Arica (Estadio Carlos Dittborn) \| \| Zuschauer: 7.908 \| \| Schiedsrichter: Andor Dorogi ( Ungarn) \| \| Spielbericht \|                                          | Kolumbien |
| Uruguay                                                      | Roberto Sosa – Horacio Troche , Emilio Álvarez – Mario Méndez, Néstor Gonçalves, Eliseo Álvarez – Luis Cubilla, Pedro Rocha, Ronald Langón, José Sasía, Domingo Pérez Cheftrainer: Juan Carlos Corazzo | Efraín Sánchez – Francisco Zuluaga , Héctor Echeverri – Jaime González, Óscar López, Jaime Silva – Hermán Aceros, Marco Coll, Marino Klinger, Delio Gamboa, Jairo Arias Cheftrainer: Adolfo Pedernera ( Argentinien) | Kolumbien |
| Uruguay                                                      | 1:1 Cubilla (57.) 2:1 Sasía (74.) | 0:1 Zuluaga (19., Handelfmeter) | Kolumbien |
| 1. Spieltag                                                  | | |           |
| 30. Mai 1962 um 15:00 Uhr in Arica (Estadio Carlos Dittborn) | | |           |
| Zuschauer: 7.908                                             | | |           |
| Schiedsrichter: Andor Dorogi ( Ungarn)                       | | |           |
| Spielbericht                                                 | | |           |

## Sowjetunion – Jugoslawien 2:0 (0:0)
| Sowjetunion                                                  | Sowjetunion | Jugoslawien | Jugoslawien |
| ------------------------------------------------------------ | --- | --- | ----------- |
| Sowjetunion                                                  | \| 1. Spieltag \| \| 31. Mai 1962 um 15:00 Uhr in Arica (Estadio Carlos Dittborn) \| \| Zuschauer: 9.622 \| \| Schiedsrichter: Albert Dusch ( BR Deutschland) \| \| Spielbericht \|                                                                   | \| 1. Spieltag \| \| 31. Mai 1962 um 15:00 Uhr in Arica (Estadio Carlos Dittborn) \| \| Zuschauer: 9.622 \| \| Schiedsrichter: Albert Dusch ( BR Deutschland) \| \| Spielbericht \|                                      | Jugoslawien |
| Sowjetunion                                                  | Lew Jaschin – Eduard Dubynskyj (83. verletzt ausgeschieden), Anatoli Masljonkin, Leonid Ostrowski – Waleri Woronin, Igor Netto – Slawa Metreweli, Walentin Iwanow, Wiktor Ponedelnik, Wiktor Kanewski, Micheil Meschi Cheftrainer: Gawriil Katschalin | Milutin Šoškić – Vladimir Durković, Vlatko Marković, Fahrudin Jusufi – Željko Matuš, Vladica Popović – Muhamed Mujić , Dragoslav Šekularac, Dražan Jerković, Milan Galić, Josip Skoblar Cheftrainer: Prvoslav Mihajlović | Jugoslawien |
| Sowjetunion                                                  | 1:0 Iwanow (52.) 2:0 Ponedelnik (85.) | | Jugoslawien |
| 1. Spieltag                                                  | | |             |
| 31. Mai 1962 um 15:00 Uhr in Arica (Estadio Carlos Dittborn) | | |             |
| Zuschauer: 9.622                                             | | |             |
| Schiedsrichter: Albert Dusch ( BR Deutschland)               | | |             |
| Spielbericht                                                 | | |             |

## Jugoslawien – Uruguay 3:1 (2:1)
| Jugoslawien                                                  | Jugoslawien | Uruguay | Uruguay |
| ------------------------------------------------------------ | --- | --- | ------- |
| Jugoslawien                                                  | \| 2. Spieltag \| \| 2. Juni 1962 um 15:00 Uhr in Arica (Estadio Carlos Dittborn) \| \| Zuschauer: 8.829 \| \| Schiedsrichter: Karol Galba ( Tschechoslowakei) \| \| Spielbericht \|                                         | \| 2. Spieltag \| \| 2. Juni 1962 um 15:00 Uhr in Arica (Estadio Carlos Dittborn) \| \| Zuschauer: 8.829 \| \| Schiedsrichter: Karol Galba ( Tschechoslowakei) \| \| Spielbericht \|                                   | Uruguay |
| Jugoslawien                                                  | Milutin Šoškić – Vladimir Durković, Vlatko Marković, Fahrudin Jusufi – Petar Radaković, Vladica Popović – Vojislav Melić, Dragoslav Šekularac, Dražan Jerković, Milan Galić , Josip Skoblar Cheftrainer: Prvoslav Mihajlović | Roberto Sosa – Horacio Troche , Emilio Álvarez – Mario Méndez, Néstor Gonçalves, Eliseo Álvarez – Mario Ludovico Bergara, Pedro Rocha, Ángel Rubén Cabrera, José Sasía, Domingo Pérez Cheftrainer: Juan Carlos Corazzo | Uruguay |
| Jugoslawien                                                  | 1:1 Skoblar (25., Foulelfmeter) 2:1 Galić (29.) 3:1 Jerković (49.) | 0:1 Cabrera (19.) | Uruguay |
| Jugoslawien                                                  | Platzverweis: Popović (71., Prügelei) Das 3:1 war das 600. WM-Tor | Platzverweis: Cabrera (71., Prügelei) | Uruguay |
| 2. Spieltag                                                  | | |         |
| 2. Juni 1962 um 15:00 Uhr in Arica (Estadio Carlos Dittborn) | | |         |
| Zuschauer: 8.829                                             | | |         |
| Schiedsrichter: Karol Galba ( Tschechoslowakei)              | | |         |
| Spielbericht                                                 | | |         |

## Sowjetunion – Kolumbien 4:4 (3:1)
| Sowjetunion                                                  | Sowjetunion | Kolumbien | Kolumbien |
| ------------------------------------------------------------ | --- | --- | --------- |
| Sowjetunion                                                  | \| 2. Spieltag \| \| 3. Juni 1962 um 15:00 Uhr in Arica (Estadio Carlos Dittborn) \| \| Zuschauer: 8.040 \| \| Schiedsrichter: João Etzel Filho ( Brasilien) \| \| Spielbericht \|                                       | \| 2. Spieltag \| \| 3. Juni 1962 um 15:00 Uhr in Arica (Estadio Carlos Dittborn) \| \| Zuschauer: 8.040 \| \| Schiedsrichter: João Etzel Filho ( Brasilien) \| \| Spielbericht \|                                      | Kolumbien |
| Sowjetunion                                                  | Lew Jaschin – Giwi Tschocheli, Anatoli Masljonkin, Leonid Ostrowski – Waleri Woronin, Igor Netto – Igor Tschislenko, Walentin Iwanow, Wiktor Ponedelnik, Wiktor Kanewski, Micheil Meschi Cheftrainer: Gawriil Katschalin | Efraín Sánchez – Aníbal Alzate, Héctor Echeverri – Jaime González, Óscar López, Rolando Serrano – Hermán Aceros, Marco Coll, Marino Klinger, Antonio Rada, Héctor González Cheftrainer: Adolfo Pedernera ( Argentinien) | Kolumbien |
| Sowjetunion                                                  | 1:0 Iwanow (9.) 2:0 Tschislenko (11.) 3:0 Iwanow (14.) 4:1 Ponedelnik (57.) | 3:1 Aceros (21.) 4:2 Coll (68.) 4:3 Rada (71.) 4:4 Klinger (77.) | Kolumbien |
| 2. Spieltag                                                  | | |           |
| 3. Juni 1962 um 15:00 Uhr in Arica (Estadio Carlos Dittborn) | | |           |
| Zuschauer: 8.040                                             | | |           |
| Schiedsrichter: João Etzel Filho ( Brasilien)                | | |           |
| Spielbericht                                                 | | |           |

## Sowjetunion – Uruguay 2:1 (1:0)
| Sowjetunion                                                  | Sowjetunion | Uruguay | Uruguay |
| ------------------------------------------------------------ | --- | --- | ------- |
| Sowjetunion                                                  | \| 3. Spieltag \| \| 6. Juni 1962 um 15:00 Uhr in Arica (Estadio Carlos Dittborn) \| \| Zuschauer: 9.973 \| \| Schiedsrichter: Cesare Jonni ( Italien) \| \| Spielbericht \|                                                  | \| 3. Spieltag \| \| 6. Juni 1962 um 15:00 Uhr in Arica (Estadio Carlos Dittborn) \| \| Zuschauer: 9.973 \| \| Schiedsrichter: Cesare Jonni ( Italien) \| \| Spielbericht \| | Uruguay |
| Sowjetunion                                                  | Lew Jaschin – Giwi Tschocheli, Anatoli Masljonkin, Leonid Ostrowski – Waleri Woronin, Igor Netto – Igor Tschislenko, Walentin Iwanow, Wiktor Ponedelnik, Alexei Mamykin, Galimsjan Chussainow Cheftrainer: Gawriil Katschalin | Roberto Sosa – Horacio Troche , Emilio Álvarez – Mario Méndez, Néstor Gonçalves, Eliseo Álvarez (30. verletzt; spielte als linke Sturmspitze stehend bis zum Schlusspfiff weiter) – Luis Cubilla, Julio César Cortés, Ángel Rubén Cabrera, José Sasía, Domingo Pérez Cheftrainer: Juan Carlos Corazzo | Uruguay |
| Sowjetunion                                                  | 1:0 Mamykin (37.) 2:1 Iwanow (89.) | 1:1 Sasía (53.) | Uruguay |
| 3. Spieltag                                                  | | |         |
| 6. Juni 1962 um 15:00 Uhr in Arica (Estadio Carlos Dittborn) | | |         |
| Zuschauer: 9.973                                             | | |         |
| Schiedsrichter: Cesare Jonni ( Italien)                      | | |         |
| Spielbericht                                                 | | |         |

## Jugoslawien – Kolumbien 5:0 (2:0)
| Jugoslawien                                                  | Jugoslawien | Kolumbien | Kolumbien |
| ------------------------------------------------------------ | --- | --- | --------- |
| Jugoslawien                                                  | \| 3. Spieltag \| \| 7. Juni 1962 um 15:00 Uhr in Arica (Estadio Carlos Dittborn) \| \| Zuschauer: 7.167 \| \| Schiedsrichter: Carlos Robles ( Chile) \| \| Spielbericht \|                                                    | \| 3. Spieltag \| \| 7. Juni 1962 um 15:00 Uhr in Arica (Estadio Carlos Dittborn) \| \| Zuschauer: 7.167 \| \| Schiedsrichter: Carlos Robles ( Chile) \| \| Spielbericht \|                                             | Kolumbien |
| Jugoslawien                                                  | Milutin Šoškić – Vladimir Durković, Vlatko Marković, Fahrudin Jusufi – Petar Radaković, Vladica Popović – Andrija Anković, Dragoslav Šekularac, Dražan Jerković, Milan Galić , Vojislav Melić Cheftrainer: Prvoslav Mihajlović | Efraín Sánchez – Aníbal Alzate, Héctor Echeverri – Jaime González, Óscar López, Rolando Serrano – Hermán Aceros, Marco Coll, Marino Klinger, Antonio Rada, Héctor González Cheftrainer: Adolfo Pedernera ( Argentinien) | Kolumbien |
| Jugoslawien                                                  | 1:0 Galić (20.) 2:0 Jerković (25.) 3:0 Galić (62.) 4:0 Melić (82.) 5:0 Jerković (87.) | | Kolumbien |
| 3. Spieltag                                                  | | |           |
| 7. Juni 1962 um 15:00 Uhr in Arica (Estadio Carlos Dittborn) | | |           |
| Zuschauer: 7.167                                             | | |           |
| Schiedsrichter: Carlos Robles ( Chile)                       | | |           |
| Spielbericht                                                 | | |           |